# Strada romana Kempten-Kellmünz-Günzburg
La strada romana Kempten-Kellmünz-Günzburg collegava la città di Kempten con il forte di Kellmünz e poi proseguiva fino a  Günzburg. Alcuni forti romani sorgevano lungo questo percorso. Il punto di partenza era Cambodunum (o Cambidanum in epoca tardo romana), poi seguirono i forti di Kellmünz (Caelius Mons) e Günzburg (Guntia).
Un tratto dell'ex strada romana tra Leubas e Kempten corrisponde al tracciato della strada attuale ed è un monumento storico.  Anche il percorso della strada romana a est di Illerberg è un monumento storico. Il percorso della strada romana si sovrappone in parte al tracciato odierno. 

## Elenco dei forti e dei castelli lungo la strada romana
La tabella elenca tutti i forti collegati dalla strada romana e i castelli costruiti lungo la strada. Per una migliore differenziazione, i forti sono indicati in grassetto.
| Comune                                                  | Confine            | Nome                                                                                         | Coordinate                                     | Numero del monumento        | Immagine  |
| ------------------------------------------------------- | ------------------ | -------------------------------------------------------------------------------------------- | ---------------------------------------------- | --------------------------- | --------- |
| Kempten                                                 | Kempten Sankt Mang | Cambodunum Forte Cambidanum                                                                  | 47.726623°N 10.325325°E                        | D-7-8227-2004 D-7-8227-0045 | zentriert |
| Lauben                                                  | Lauben             |                                                                                              | 47.770916°N 10.336375°E                        | D-7-8228-0006               |           |
| Dietmannsried                                           | Überbach           |                                                                                              | 47.796869°N 10.311399°E                        | D-7-8227-0003               |           |
| Dietmannsried                                           | Schrattenbach      |                                                                                              | 47.852306°N 10.256767°E                        | D-7-8127-0039               | zentriert |
| Bad Grönenbach                                          | Waldegg            |                                                                                              | 47.869225°N 10.234523°E                        | D-7-8127-0020               |           |
| Bad Grönenbach                                          | Raupolz            | Sede non protetta, (vedi K. Schnieringer)                                                    |                                                |                             |           |
| Woringen                                                | Woringen           | Burgus, nella zona del Castello Inferiore o nei pressi della Chiesa di Nostra Signora.       | 47.925473°N 10.199432°E 47.922375°N 10.20205°E | D-7-78-219-9 D-7-8027-0038  | zentriert |
| Memmingen                                               | Memmingen          |                                                                                              | 47.952915°N 10.18364°E                         | D-7-8027-0007               |           |
| Memmingen                                               | Memmingen          | La chiesa di San Martino a Memmingen è stata costruita sui resti del burgus.                 | 47° 59′ 10″ N, 10° 10′ 45″ O                   | D-7-64-000-166              | zentriert |
| Memmingen                                               | Steinheim          | Sede non protetta, (vedi K. Schnieringer)                                                    |                                                |                             |           |
| Heimertingen                                            | Heimertingen       |                                                                                              | 48.030288°N 10.141668°E                        | D-7-7926-0006               |           |
| Fellheim                                                | Fellheim           | Sede non protetta, (vedi K. Schnieringer) Possibilmente nell'area del complesso del castello |                                                |                             |           |
| Pleß                                                    | Pleß               | Sede non protetta, (vedi K. Schnieringer)                                                    |                                                |                             |           |
| Kellmünz                                                | Kellmünz           | Kastell Caelius Mons                                                                         | 48.120435°N 10.128031°E                        |                             | zentriert |
| Non sono note altri "Burgus" tra Caelius Mons e Guntia. |                    |                                                                                              |                                                |                             |           |
| Günzburg                                                | Günzburg           | Forte Guntia                                                                                 |                                                |                             |           |